# 宋萬葉
宋萬葉（1542年—？），字啓紹，福建興化府莆田縣城关双池巷（今荔城区镇海街道英龙街双池巷）人，明朝政治人物，萬曆甲戌進士。

## 生平
隆慶元年（1567年）福建鄉試第九名，萬曆二年（1574年）甲戌科會試第一百十五名，登進士第三甲第六十七名。任黃州府推官。父殁丁憂。服阕，万历五年（1577年） 补汉阳府推官。满六载，迁大理寺评事。复五载，出為江西南安府知府。万历二十年（1592年）八月，擢云南按察副使。卒祀莆田乡贤祠。

## 事跡
宋萬葉出嗣伯父宋宣，事嗣母尽孝。嘉靖四十一年（1562年）壬戌之变，倭寇來襲，嗣母陷敵，将刃之，万叶乞以身代，得释。

## 家族
曾祖父宋和；祖父宋理；父宋宣，曾任貢士。母吳氏。严侍下。